# Bunomys andrewsi
Bunomys andrewsi — вид пацюків (Rattini), ендемік Індонезії.

## Морфологічна характеристика
Довжина голови й тулуба 148–177 мм, довжина хвоста 110–172 мм, довжина задніх лап 33–40.5 мм, довжина вуха 24–27 мм, вага до 135 грамів. Волосяний покрив довгий і м'який. Верхні частини тіла корицевого забарвлення, посипані чорними або білими кінчиками волосся, а черевні частини білувато-сірі. Вуха великі, подовжені, темно-коричневі й посипані розсіяними короткими білуватими волосками. .

## Середовище проживання
Цей вид зустрічається на о. Сулавесі й Бутон (Індонезія) від низинних районів до, можливо, ≈ 1400 метрів. Це в першу чергу низинний вид вічнозелених дощових лісів, але може досягати нижньогірських дощових лісів у деяких частинах свого ареалу. Він був зафіксований у вторинних лісових та чагарникових ділянках поблизу відносно непорушених лісів, але не був зафіксований на оброблених ділянках.

## Загрози й охорона
Цей вид перебуває під загрозою в низинних частинах свого ареалу через загальну втрату лісового середовища проживання через вирубку та перетворення на оброблені землі. Проживає в національному парку Лоре Лінду на Сулавесі.